# 시키즈촌
시키즈촌(일본어: 敷津村)은 일본 오사카부 히가시나리군에 있던 촌이다. 현재의 오사카시 스미노에구의 일부에 해당한다.

## 역사
- 1889년 4월 1일 - 정촌제 시행에 의해 스미요시군 시키즈촌이 성립하였다.
- 1896년 4월 1일 - 군 통합에 의해 히가시나리군으로 이관되었다.
- 1925년 4월 1일 - 제2차 시역 확장에 의해 오사카시에 편입해 스미요시구가 되어, 동일 시키즈촌은 폐지되었다.
- 1943년 4월 1일 - 분구에 의해 히가시스미요시구가 되었다.
- 1974년 7월 22일 - 분구로 의해 구촌 지역이 스미노에구의 일부가 되었다.

## 교통

### 철도
현재 구촌 지역에는 오사카 메트로 요쓰바시선 기타카가야역, 요츠바시선・뉴트램 난코포트타운선 스미노에코엔역, 난코포트타운선 히라바야시역이 있지만, 당시에는 미개통 상태였다

### 도로
현재는 한신고속 4호 렌간선이 구촌 지역을 통과하지만 당시에는 미개통 상태였다. 

## 참고문헌
- 角川日本地名大辞典 27 大阪府